# Jordiska makter
Jordiska makter är en roman av Anthony Burgess utgiven 1980.
Huvudperson i romanen är Kenneth Toomey, en uppburen författare i åttioårsåldern. Genom hans många resor, uppdrag, möten och släktförhållanden skildrar romanen 1900-talets dramatiska historia. Romanen är delvis självbiografisk, bland annat genom huvudpersonens förhållande till katolicismen, men Burgess baserade också huvudpersonen på Somerset Maughams liv.
Jordiska makter blev en stor kritikerframgång och nominerades till Bookerpriset. Den utkom i svensk översättning av Caj Lundgren 1981.